# Telamona woodruffi
Telamona woodruffi är en insektsart som beskrevs av Ball. Telamona woodruffi ingår i släktet Telamona och familjen hornstritar. Inga underarter finns listade i Catalogue of Life.